# Reflections of the Eternal Line
Reflections of the Eternal Line ist ein Jazzalbum von Florian Arbenz und Greg Osby. Die circa 2019/20 entstandenen Aufnahmen erschienen am 17. September 2020 auf dem Label Hammer Recordings/Jazzfuel.

## Hintergrund
Schlagzeuger Florian Arbenz hörte den amerikanischen Saxophonisten Greg Osby bereits 1991 in einer Schweizer Radio-Jazz-Show, was ihn sofort dazu inspirierte, sich mit Osbys Musik zu beschäftigen. 1998 sprach er zusammen mit seinem Bruder, dem Pianisten Michael Arbenz, den amerikanischen Musiker an, um ihn einzuladen, mit ihrer Band VEIN bei einer zweiwöchigen Tour zusammenzuarbeiten. 2000 entstand das gemeinsame Album New Connexion.
Das Duo-Album entstand als eine Ateliersession, in Anlehnung an die Freiheit der 1960er und die Loft-Experimente späterer Jahre, notierte Ralf Dombrowski. Die Aufnahmen fanden im Atelier des Malers Stephan Spicher statt, der die Musik mit seiner Malerei optisch begleitete. Spicher, dessen Hauptthemen in seinen Gemälden Linie und Natur sind, realisierte zu diesem Projekt aktuell eine Arbeit zum Thema der Interaktion einer roten und einer schwarzen Linie, die das Albumcover schmückt; sie bildet die Grundlage dieses Sets, das in seiner Werkstatt aufgenommen wurde.

## Titelliste

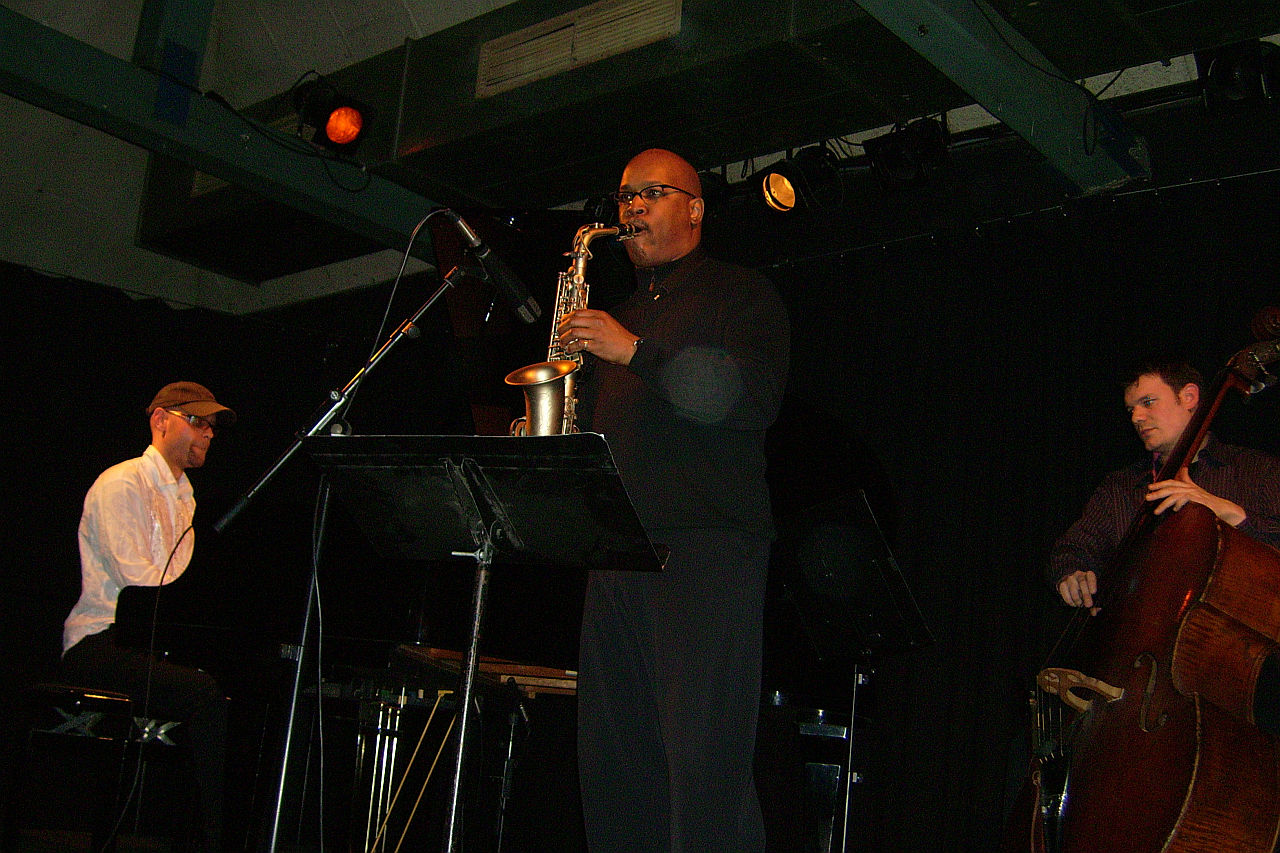
Greg Osby (Mitte) bei einem Konzert der Gruppe VEIN (2008), mit Michael Arbenz (Piano) und Thomas Lahns (Bass)

- Florian Arbenz & Greg Osby: Reflections of the Eternal Line[4]

1. Wooden Lines (Florian Arbenz)	7:44
2. Chant (Florian Arbenz) 	5:05
3. Truth/ (Greg Osby) 	3:55
4. Homenaje (Florian Arbenz) 	5:03
5. Groove Conductor (Florian Arbenz) 	8:51
6. The Passage of Light (Florian Arbenz)	6:46
7. Please Stand By (Greg Osby) 	6:31

## Rezeption
Ralf Dombrowski schrieb in Jazz thing, „Arbenz knüpft als Schlagwerker Netze, mal rhythmisch, mal textural räumlich, mit trockenem, stellenweise um Gongs und Percussion ergänztem Sound.“ Osby wiederum folge der Idee, mäandrierend und schweifend, selbst in expressiv überblasenen Passagen betörend elegant in der Instrumentenführung. Dies sei „ein Projekt der Lebenslinien, auf Platte und auf Leinwand.“
Nach Ansicht von Simon Adams, der das Album im Jazz Journal rezensierte, mag auf den ersten Blick ein Saxophon-Drum-Duo spärlich erscheinen. Die beiden Musiker bringen jedoch eine Vielzahl von Improvisationsideen und -techniken ein, ganz zu schweigen von einer kombinierten Erfahrung von mehr als 60 Jahren, um eine breite und abwechslungsreiche Klangpalette zu schaffen.
George W. Harris schrieb in Jazz Weekly, zu Stephan Spichers „Visualisierungen lieferten Greg Osby und Florian Arbenz den Sound dieser sieben Freebop-Originale“. Osbys großartiger Ton auf dem Alt dringe durch die exotische Kalimba und treibe den Trommelpuls auf „Wooden Lines“ an, während er auf dem ätherischen „The Passage of Light“ auf dem Sopransaxophon schwebt. Osbys Vibrato sei warm auf dem düsteren und klingenden „Chant“ und kantoral mit tiefen Untertönen auf „Please Stand By“. Das Album enthalte kraftvolle musikalische Überlegungen, resümiert der Autor.